# 天主教昆明总教区
天主教昆明總教區（拉丁語：Archidioecesis Coenmimensis；中國官方稱為：昆明教區）是天主教在中國雲南省建立的一個總教區，屬於雲南教省。

## 概況
1946年4月11日，聖座在中國設立聖統制，昆明宗座代牧區升格為昆明總教區，屬於雲南教省。雲南教省下屬大理教區。雲南省內還有直屬聖座的昭通宗座監牧區。
1950年，昆明總教區信徒人數為10,025人、26個堂區、46位司鐸、9位修士和42位修女。教座位於雲南省昆明市耶穌聖心主教座堂。現任總教區主教為馬英林。

## 歷史

### 初期拓展

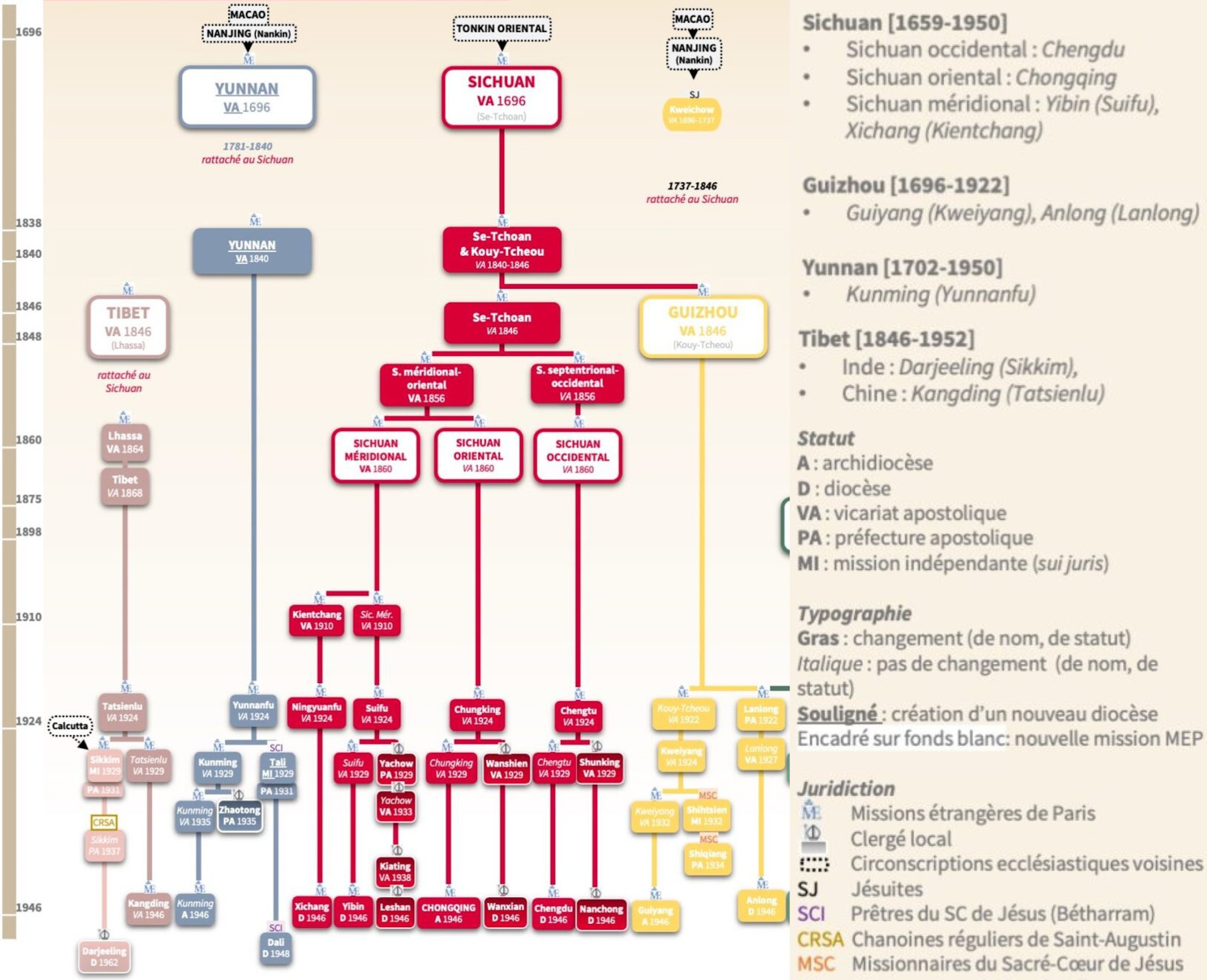
從四川代牧區分設出的三個宗座代牧區：西藏代牧區、雲南代牧區（即現在的昆明總教區）、貴州代牧區。

1687年，聖座從福建宗座代牧區劃出兩廣及雲南設立兩廣雲南宗座代牧區，由道明會會士萬濟國出任首任宗座代牧。但是，萬濟國在收至任命書之前已去世。
1696年10月15日，兩廣雲南宗座代牧區更名為雲南宗座代牧區，由巴黎外方傳教會會士負責管理，卜於善神父出任宗座代牧。當時中國處於禁教時期，傳教士受到迫害。1755年，宗座代牧區被撤銷及併入四川宗座代牧區。
1840年8月28日，聖座恢復設立雲南宗座代牧區，繼續由巴黎外方傳教會會士負責管理，袁若瑟主教擔任宗座代牧。教座設於雲南省鹽津龍溪。1881年7月29日，古若望主教繼任成為雲南宗座代牧主教，並將教座遷到雲南省省會雲南府平政街。1924年12月3日，雲南宗座代牧區以教座所地更名為雲南府宗座代牧區。
1929年11月22日，聖座從雲南府宗座代牧區劃出雲南省西北部設立大理自治傳教區，並交由伯大郎聖心會會士負責管理。1935年4月8日，再從雲南府宗座代牧區劃出雲南省東北部設立昭通宗座監牧區。

### 總教區成立
1946年4月11日，聖座在中國設立聖統制，昆明宗座代牧區升格為昆明總教區，屬於貴州教省，德為能出任為昆明總教區首任總主教。
1949年10月1日，中國共產黨在中國大陸地區建立中華人民共和國，並開始針對天主教進行宗教迫害及打壓，教會已經無法正常功能。1951年8月19日，昆明軍事管制委員會逮捕德維能主教。其後，德總主教被捕及與其他外籍傳教士先後被中國政府驅逐出境。德維能主教任命何德宗神父為代理主教。1958年，昆明總教區孔令忠當選為主教，1962年1月21日在北京南堂接受總主教皮漱石祝聖。
2012年2月5日雲南省昆明教區、大理教區、昭通監牧區三教區宗座署理張文昌神父病逝。2012年3月26日，未獲教廷認可的昆明總教區馬英林主教，於大理教區的大理耶穌聖心天主堂，為六位新神父舉行晉鐸禮。新神父中，五位是少數民族，一位是漢族，分別屬於昆明總教區、大理教區和昭通監牧區。另外，在典禮共祭的十六位神父中，包括一位在大理上學的美國瑪利諾會士和兩位韓國本篤會士。
2018年秋，教宗方濟各為實現中國信友之間的共融，認可了包括馬某在內的八位中國主教。

## 歷任主教

### 兩廣及雲南宗座代牧
- 萬濟國神父 ', O.P.（1687年1月31日-1687年）：西班牙籍

### 雲南宗座代牧
- 卜于善神父, M.E.P.（1696年10月-1720年9月2日）：法國籍
  - 助理宗座代牧約阿希姆-恩約伯特·德·馬蒂利亞特主教, M.E.P.（1739年10月2日-1743年8月20日）：法國籍
- 宗座代牧撤銷，併入四川宗座代牧區（1755年-1840年）
- 袁若瑟主教, M.E.P.（1841年1月21日-1880年11月17日）：法國籍
  - 助理宗座代牧丁盛榮主教, M.E.P.（1846年3月27日-1864年9月8日）：法國籍
- 古若望主教, M.E.P.（1881年7月29日-1907年1月10日）：法國籍
  - 助理宗座代牧田主教, M.E.P.（1895年3月30日-1907年1月）：法國籍

### 雲南府宗座代牧
- 金夢旦主教, M.E.P.（1907年12月10日-1933年3月27日）：法國籍
- 雍守正主教, M.E.P.（1933年5月3日-1938年10月16日）：法國籍
- 甘有為主教, M.E.P.（1939年6月13日-1942年5月2日）：法國籍
- 德為能主教, M.E.P.（1943年12月8日-1946年4月11日）：法國籍

### 昆明總主教
- 德為能總主教, M.E.P.（1946年4月11日-1973年9月30日）：法國籍
  - 何德宗主教 （1952年－2000年）：代理主教
  - 孔令忠神父（1962年1月21日-1992年10月28日）：自選自聖，未獲聖座承認。[5] [6]
- 教座從缺（1973年-2000年）
- 宗座署理張文昌神父（2000年-2012年2月5日）[7]
- 馬英林主教（2006年4月30日-現任）：2006年自選自聖，2018年獲聖座承認。